# レキサス
株式会社レキサス（英: Lexues Inc.）は、沖縄県に本社を置き情報通信業を営む日本の企業。代表取締役社長の比屋根隆が沖縄国際大学の学生時代に起業した。受託Webサイト開発を主軸にし、アプリケーションの企画・開発およびデータセンターの運営、人材育成事業にまで事業展開を行った。2017年（平成29年）の組織改編でデータセンター事業と人材育成事業の分離化により、現在は主に受託Webサイト開発を行っている。

## 沿革
- 1998年（平成10年）
  - 10月28日  - 比屋根隆が沖縄国際大学の学生時代に起業し会社を創業。[1][2]
  - 12月 - 完全Webブラウザベースのコラボレーションツール「チームギア」をリリース。沖縄の若手起業家として比屋根隆が初めて注目を集めた。[3][4]

- 1999年（平成11年）
  - 「チームギア」がiモードに対応。[5]

- 2001年（平成13年）
  - 「チームギア」を携帯電話対応するために社内用として開発した「携帯コンテンツ変換」の仕組みを製品化。「PUREAXIS」として販売したところ、数多くのサイトで採用され、ヒット商品となった。

- 2003年（平成15年）
  - 他社サーバ数百台の運用管理を開始[1]

- 2006年（平成18年）
  - 6月8日 - 株式会社ニュークリアスと業務提携し「ピュア・エクスプレス」という商品名で携帯電話向け高速メール配信ASPサービスを新たに開始。ニフティ株式会社がサッカーW杯特設サイトにて導入した。[3]
  - 11月20日 - 自社データセンターサービス「レキサスiDC」を開始しデータセンター事業に本格参入[6]

- 2008年（平成20年）
  - 2月  - 代表取締役社長の比屋根隆と、NPO法人沖縄知の風理事長の島袋 鉄男、株式会社琉球ネットワークサービス代表取締役社長の上原啓司、沖縄県観光商工部情報産業振興課の玉城恒美がITfrogsキックオフイベントを開催。[7]のちにFROGSプロジェクトとなった。

- 2009年（平成21年）
  - 1月31日  - 当時社員だった安田陽が企画プレゼンし、その場でアプリ開発が決定[8]した、レキサス初のiOSアプリ「BeatMaster Professional Edition」を価格600円でリリース。[9]
  - 初めての海外出展のためサンフランシスコへ。同年シリコンバレーにオフィスを開設。
  - 6月29日 - 沖縄県が新しいIT産業拠点となるよう建設した沖縄IT津梁パークの中核機能支援施設（うるま市）A棟供用開始に伴い、本社オフィスを宜野湾市大謝名から移転。[10]

- 2010年（平成22年）
  - 10月 - 沖縄IT津梁パークの中核機能支援施設（うるま市）B棟供用開始に伴い、A棟からB棟に引越し[11]

- 2011年（平成23年）
  - HTML5とJavaScriptでスマホアプリを開発できる米国製ツール「Appmobi」の日本版販売パートナーになった。
  - 6月22日から8月31日まで  - 沖縄セルラーが協賛、株式会社てぃーだスクエアがメディアパートナーとして加わり「スマートフォンアプリ アイディアコンテスト in 琉球」を開催し[12]沖縄県民からAndroidやiPhoneアプリのアイデアを募った。[13]優秀作品はレキサスが製品化とプロモーションのサポートが贈られるというものだった。[14][15]
  - 応募総数300通以上のAndroidやiPhoneアプリの中から3名が受賞。グランプリ「愛さ美ら海水族館」（嵩原氏）、準グランプリ「ハーリー」（新垣氏）、auシカ特別賞「旅するauシカ」（呉屋氏）となり地方紙にも大きく取り上げられた。
  - 沖縄イベント情報紙「箆柄暦（ぴらつかこよみ）」を発行するNPO法人沖縄イベント情報ネットワークとパートナーシップを結んだ。[16]

- 2012年（平成24年）
  - 2月27日 - 野田内閣総理大臣がIT津梁パーク視察の一環で入居企業であるレキサスを訪問。[17]
  - 4月23日 - 第52回ミス・インターナショナル沖縄世界大会2012が同年10月21日に沖縄で開催されるという記者会見が沖縄県庁で行われた。[18][19][20]レキサスは大会プログラムパートナー、大会開催実行委員として代表取締役社長の比屋根隆が参加し大会運営に大きく関わった。[21][22]

- 2013年（平成25年）
  - 沖縄イベント情報紙「箆柄暦（ぴらつかこよみ）」を発行するNPO法人沖縄イベント情報ネットワークの持つイベント情報データベースを、WebサイトやiOS/Androidアプリを通じて広く配信可能にする「ぴらつかイベントサービス」の提供を開始。[23]

- 2017年（平成29年）
  - 8月1日付でデータセンターなどのインフラサービス事業を株式会社アクセルエンターメディアの完全子会社である株式会社アクセルネットワークス（2017年7月25日設立、沖縄県うるま市字州崎14番17IT津梁パーク内、代表取締役社長大平正人）に譲渡した。[24]アクセルエンターメディアは2012年からプロジェクトRyukyufrogsの協賛を行っており田島満と峯岸幸久は、株式会社ハイジ（現アクセルマーク株式会社）時代の同僚である大平正人（2008年からレキサス取締役）と古くから繋がりがある。[25]

- 2021年（令和3年）
  - 10月  - 株式会社フォーデジット、支援団体しんぐるまざあず・ふぉーらむ沖縄と共同で手がける、沖縄のシングルマザーへ向けたWebデザイン就業支援プロジェクト「MOM FoR STAR（マム フォー スター）」が、2021年度グッドデザイン賞（主催：公益財団法人日本デザイン振興会）を受賞。[26][27]

## 社名の由来
社名には、琉球王国（レキオ）時代のように、自分たちの手で事業をつくることで、島の外からの外貨を稼ぎ成功（サクセス）を収めたいという想いがこめられている。